# Mauritius na igrzyskach Wspólnoty Narodów
Mauritius zadebiutował na igrzyskach Wspólnoty Narodów w 1958 roku na igrzyskach w Cardiff (Walia) i od tamtej pory uczestniczył we wszystkich organizowanych igrzyskach oprócz igrzysk w 1986 roku w Edynburgu (Szkocja). Najwięcej medali (4) reprezentacja zdobyła w 1998 roku, podczas igrzysk w Kuala Lumpur.

## Klasyfikacja medalowa
| Igrzyska          | Złoto | Srebro | Brąz | Razem |
| ----------------- | ----- | ------ | ---- | ----- |
| 1958 Cardiff      | 0     | 0      | 0    | 0     |
| 1962 Perth        | 0     | 0      | 0    | 0     |
| 1966 Kingston     | 0     | 0      | 0    | 0     |
| 1970 Edynburg     | 0     | 0      | 0    | 0     |
| 1974 Christchurch | 0     | 0      | 0    | 0     |
| 1978 Edmonton     | 0     | 0      | 0    | 0     |
| 1982 Brisbane     | 0     | 0      | 0    | 0     |
| 1990 Auckland     | 0     | 0      | 0    | 0     |
| 1994 Victoria     | 0     | 0      | 0    | 0     |
| 1998 Kuala Lumpur | 1     | 1      | 2    | 4     |
| 2002 Manchester   | 0     | 0      | 1    | 1     |
| 2006 Melbourne    | 0     | 3      | 0    | 3     |
| 2010 Nowe Delhi   | 0     | 0      | 2    | 1     |
| Razem             | 1     | 4      | 5    | 10    |

### Według dyscyplin
| Dyscyplina    | Złoto | Srebro | Brąz | Razem |
| ------------- | ----- | ------ | ---- | ----- |
| Boks          | 1     | 3      | 3    | 7     |
| Lekkoatletyka | -     | 1      | 1    | 2     |
| Judo          | -     | -      | 1    | 1     |
| Razem         | 1     | 4      | 5    | 10    |